# Tropicale Amissa Bongo de 2020
A 15.ª edição da competição ciclista Tropicale Amissa Bongo foi uma carreira de ciclismo de estrada por etapas que se celebrou entre 20 e 26 de janeiro no Gabão sobre um percurso de 969,2 quilómetros.
A carreira fez parte do UCI Africa Tour de 2020, calendário ciclístico dos Circuitos Continentais da UCI dentro da categoria 2.1. O vencedor final foi o francês Jordan Levasseur da Natura4Ever-Roubaix Lille Métropole. Completaram o podio, como segundo e terceiro classificado respectivamente, o eritreio Natnael Tesfatsion da selecção da Eritreia e o também francês Emmanuel Morin da Cofidis, Solutions Crédits.

## Equipas participantes
Tomaram parte na carreira 15 equipas: 1 de categoria UCI WorldTeam convidado pela organização, 2 de categoria UCI ProTeam, 4 de categoria Continental e 8 selecções nacionais. Formaram assim um pelotão de 90 ciclistas dos que acabaram 72. As equipas participantes foram:
| Equipe WorldTeam- Cofidis Equipes ProTeam (2)- Total Direct Énergie - Nippo Delko One Provence Equipes Continentais (4)- ProTouch - BAI-Sicasal-Petro de Luanda - Natura4Ever-Roubaix Lille Métropole - Dukla Banská Bystrica Equipes nacionais (8)- Argélia - Burquina Fasso - Camarões - Costa do Marfim - Eritreia - Gabão - Marrocos - Ruanda |
| |

## Percorrido
A Tropicale Amissa Bongo dispôs de sete etapas para um percurso total de 969,2 quilómetros.
| Etapa | Data    | Percurso                  | type            | Distância (km) | Vencedor           | Líder geral        |
| ----- | ------- | ------------------------- | --------------- | -------------- | ------------------ | ------------------ |
| 1     | 20 jan. | Bitam – Ebolowa           | etapa escarpada | 149            | Attilio Viviani    | Attilio Viviani    |
| 2     | 21 jan. | Bitam – Oyem              | etapa plana     | 107            | Natnael Tesfatsion | Natnael Tesfatsion |
| 3     | 22 jan. | Mitzic – Ndjolé           | etapa plana     | 186            | Biniam Girmay      | Natnael Tesfatsion |
| 4     | 23 jan. | Lambaréné – Mouila        | etapa plana     | 190            | Clovis Kamzong     | Natnael Tesfatsion |
| 5     | 24 jan. | Lambaréné – Kango         | etapa plana     | 82             | Youcef Reguigui    | Natnael Tesfatsion |
| 6     | 25 jan. | Port-Gentil – Port-Gentil | etapa plana     | 127,2          | Biniam Girmay      | Natnael Tesfatsion |
| 7     | 26 jan. | Nkok – Libreville         | etapa plana     | 128            | Lorrenzo Manzin    | Jordan Levasseur   |

## Desenvolvimento da carreira

### 1.ª etapa
| \| Classificação por etapas \| Classificação por etapas \| Classificação por etapas \| Classificação por etapas \| Classificação por etapas \| \| Ciclista \| Ciclista \| Equipe \| Tempo \| \| \| ------------------------ \| ------------------------ \| ----------------------------------- \| ------------------------ \| ------------------------ \| \| 1. \| Attilio Viviani \| Cofidis \| 3h33m57s \| \| \| 2. \| Lorrenzo Manzin \| Total Direct Énergie \| + 0s \| \| \| 3. \| Biniam Girmay \| Nippo-Delko One Provence \| + 0s \| \| \| 4. \| Damien Gaudin \| Total Direct Énergie \| + 0s \| \| \| 5. \| Henok Mulubrhan \| Eritreia \| + 0s \| \| \| 6. \| Jérémy Cabot \| Total Direct Énergie \| + 0s \| \| \| 7. \| Jordan Levasseur \| Natura4Ever-Roubaix Lille Métropole \| + 0s \| \| \| 8. \| Natnael Tesfatsion \| Eritreia \| + 0s \| \| \| 9. \| Youcef Reguigui \| Argélia \| + 0s \| \| \| 10. \| Riccardo Minali \| Nippo-Delko One Provence \| + 0s \| \| |                    |                                     |          |
| |                    |                                     |          |
| Fonte: ProCyclingStats |                    |                                     |          |
| Classificação por etapas |                    |                                     |          |
| Ciclista | Ciclista           | Equipe                              | Tempo    |
| 1. | Attilio Viviani    | Cofidis                             | 3h33m57s |
| 2. | Lorrenzo Manzin    | Total Direct Énergie                | + 0s     |
| 3. | Biniam Girmay      | Nippo-Delko One Provence            | + 0s     |
| 4. | Damien Gaudin      | Total Direct Énergie                | + 0s     |
| 5. | Henok Mulubrhan    | Eritreia                            | + 0s     |
| 6. | Jérémy Cabot       | Total Direct Énergie                | + 0s     |
| 7. | Jordan Levasseur   | Natura4Ever-Roubaix Lille Métropole | + 0s     |
| 8. | Natnael Tesfatsion | Eritreia                            | + 0s     |
| 9. | Youcef Reguigui    | Argélia                             | + 0s     |
| 10. | Riccardo Minali    | Nippo-Delko One Provence            | + 0s     |

| \| Classificação geral \| Classificação geral \| Classificação geral \| Classificação geral \| Classificação geral \| \| Ciclista \| Ciclista \| Equipe \| Tempo \| \| \| ------------------- \| ------------------- \| ----------------------------------- \| ------------------- \| ------------------- \| \| 1. \| Attilio Viviani \| Cofidis \| 3h33m47s \| \| \| 2. \| Dawit Yemane \| Eritreia \| + 3s \| \| \| 3. \| Lorrenzo Manzin \| Total Direct Énergie \| + 4s \| \| \| 4. \| Adil El Arbaoui \| Marrocos \| + 4s \| \| \| 5. \| Moïse Mugisha \| Ruanda \| + 5s \| \| \| 6. \| Biniam Girmay \| Nippo-Delko One Provence \| + 6s \| \| \| 7. \| Damien Gaudin \| Total Direct Énergie \| + 10s \| \| \| 8. \| Henok Mulubrhan \| Eritreia \| + 10s \| \| \| 9. \| Jérémy Cabot \| Total Direct Énergie \| + 10s \| \| \| 10. \| Jordan Levasseur \| Natura4Ever-Roubaix Lille Métropole \| + 10s \| \| |                  |                                     |          |
| |                  |                                     |          |
| Fonte: ProCyclingStats |                  |                                     |          |
| Classificação geral |                  |                                     |          |
| Ciclista | Ciclista         | Equipe                              | Tempo    |
| 1. | Attilio Viviani  | Cofidis                             | 3h33m47s |
| 2. | Dawit Yemane     | Eritreia                            | + 3s     |
| 3. | Lorrenzo Manzin  | Total Direct Énergie                | + 4s     |
| 4. | Adil El Arbaoui  | Marrocos                            | + 4s     |
| 5. | Moïse Mugisha    | Ruanda                              | + 5s     |
| 6. | Biniam Girmay    | Nippo-Delko One Provence            | + 6s     |
| 7. | Damien Gaudin    | Total Direct Énergie                | + 10s    |
| 8. | Henok Mulubrhan  | Eritreia                            | + 10s    |
| 9. | Jérémy Cabot     | Total Direct Énergie                | + 10s    |
| 10. | Jordan Levasseur | Natura4Ever-Roubaix Lille Métropole | + 10s    |

### 2.ª etapa
| \| Classificação por etapas \| Classificação por etapas \| Classificação por etapas \| Classificação por etapas \| Classificação por etapas \| \| Ciclista \| Ciclista \| Equipe \| Tempo \| \| \| ------------------------ \| ------------------------ \| ----------------------------------- \| ------------------------ \| ------------------------ \| \| 1. \| Natnael Tesfatsion \| Eritreia \| 2h30m42s \| \| \| 2. \| Youcef Reguigui \| Argélia \| + 0s \| \| \| 3. \| Henok Mulubrhan \| Eritreia \| + 0s \| \| \| 4. \| Emmanuel Morin \| Cofidis \| + 0s \| \| \| 5. \| Ramūnas Navardauskas \| Nippo-Delko One Provence \| + 0s \| \| \| 6. \| Jordan Levasseur \| Natura4Ever-Roubaix Lille Métropole \| + 0s \| \| \| 7. \| Jérémy Cabot \| Total Direct Énergie \| + 0s \| \| \| 8. \| Julien Antomarchi \| Natura4Ever-Roubaix Lille Métropole \| + 0s \| \| \| 9. \| Hendrik Kruger \| ProTouch \| + 0s \| \| \| 10. \| Didier Munyaneza \| Ruanda \| + 0s \| \| |                      |                                     |          |
| |                      |                                     |          |
| Fonte: ProCyclingStats |                      |                                     |          |
| Classificação por etapas |                      |                                     |          |
| Ciclista | Ciclista             | Equipe                              | Tempo    |
| 1. | Natnael Tesfatsion   | Eritreia                            | 2h30m42s |
| 2. | Youcef Reguigui      | Argélia                             | + 0s     |
| 3. | Henok Mulubrhan      | Eritreia                            | + 0s     |
| 4. | Emmanuel Morin       | Cofidis                             | + 0s     |
| 5. | Ramūnas Navardauskas | Nippo-Delko One Provence            | + 0s     |
| 6. | Jordan Levasseur     | Natura4Ever-Roubaix Lille Métropole | + 0s     |
| 7. | Jérémy Cabot         | Total Direct Énergie                | + 0s     |
| 8. | Julien Antomarchi    | Natura4Ever-Roubaix Lille Métropole | + 0s     |
| 9. | Hendrik Kruger       | ProTouch                            | + 0s     |
| 10. | Didier Munyaneza     | Ruanda                              | + 0s     |

| \| Classificação geral \| Classificação geral \| Classificação geral \| Classificação geral \| Classificação geral \| \| Ciclista \| Ciclista \| Equipe \| Tempo \| \| \| ------------------- \| ------------------- \| ----------------------------------- \| ------------------- \| ------------------- \| \| 1. \| Natnael Tesfatsion \| Eritreia \| 6h04m28s \| \| \| 2. \| Dawit Yemane \| Eritreia \| + 0s \| \| \| 3. \| Youcef Reguigui \| Argélia \| + 5s \| \| \| 4. \| Henok Mulubrhan \| Eritreia \| + 7s \| \| \| 5. \| Emmanuel Morin \| Cofidis \| + 9s \| \| \| 6. \| Carlos Oyarzun \| BAI-Sicasal-Petro de Luanda \| + 10s \| \| \| 7. \| Jordan Levasseur \| Natura4Ever-Roubaix Lille Métropole \| + 11s \| \| \| 8. \| Jérémy Cabot \| Total Direct Énergie \| + 11s \| \| \| 9. \| Damien Gaudin \| Total Direct Énergie \| + 11s \| \| \| 10. \| Azzedine Lagab \| Argélia \| + 11s \| \| |                    |                                     |          |
| |                    |                                     |          |
| Fonte: ProCyclingStats |                    |                                     |          |
| Classificação geral |                    |                                     |          |
| Ciclista | Ciclista           | Equipe                              | Tempo    |
| 1. | Natnael Tesfatsion | Eritreia                            | 6h04m28s |
| 2. | Dawit Yemane       | Eritreia                            | + 0s     |
| 3. | Youcef Reguigui    | Argélia                             | + 5s     |
| 4. | Henok Mulubrhan    | Eritreia                            | + 7s     |
| 5. | Emmanuel Morin     | Cofidis                             | + 9s     |
| 6. | Carlos Oyarzun     | BAI-Sicasal-Petro de Luanda         | + 10s    |
| 7. | Jordan Levasseur   | Natura4Ever-Roubaix Lille Métropole | + 11s    |
| 8. | Jérémy Cabot       | Total Direct Énergie                | + 11s    |
| 9. | Damien Gaudin      | Total Direct Énergie                | + 11s    |
| 10. | Azzedine Lagab     | Argélia                             | + 11s    |

### 3.ª etapa
| \| Classificação por etapas \| Classificação por etapas \| Classificação por etapas \| Classificação por etapas \| Classificação por etapas \| \| Ciclista \| Ciclista \| Equipe \| Tempo \| \| \| ------------------------ \| ------------------------ \| ----------------------------------- \| ------------------------ \| ------------------------ \| \| 1. \| Biniam Girmay \| Nippo-Delko One Provence \| 4h16m28s \| \| \| 2. \| Jordan Levasseur \| Natura4Ever-Roubaix Lille Métropole \| + 2s \| \| \| 3. \| Emmanuel Morin \| Cofidis \| + 4s \| \| \| 4. \| Attilio Viviani \| Cofidis \| + 4s \| \| \| 5. \| Henok Mulubrhan \| Eritreia \| + 4s \| \| \| 6. \| Natnael Tesfatsion \| Eritreia \| + 4s \| \| \| 7. \| Carlos Oyarzun \| BAI-Sicasal-Petro de Luanda \| + 4s \| \| \| 8. \| Jérémy Cabot \| Total Direct Énergie \| + 4s \| \| \| 9. \| Victor Lafay \| Cofidis \| + 4s \| \| \| 10. \| Azzedine Lagab \| Argélia \| + 9s \| \| |                    |                                     |          |
| |                    |                                     |          |
| Fonte: ProCyclingStats |                    |                                     |          |
| Classificação por etapas |                    |                                     |          |
| Ciclista | Ciclista           | Equipe                              | Tempo    |
| 1. | Biniam Girmay      | Nippo-Delko One Provence            | 4h16m28s |
| 2. | Jordan Levasseur   | Natura4Ever-Roubaix Lille Métropole | + 2s     |
| 3. | Emmanuel Morin     | Cofidis                             | + 4s     |
| 4. | Attilio Viviani    | Cofidis                             | + 4s     |
| 5. | Henok Mulubrhan    | Eritreia                            | + 4s     |
| 6. | Natnael Tesfatsion | Eritreia                            | + 4s     |
| 7. | Carlos Oyarzun     | BAI-Sicasal-Petro de Luanda         | + 4s     |
| 8. | Jérémy Cabot       | Total Direct Énergie                | + 4s     |
| 9. | Victor Lafay       | Cofidis                             | + 4s     |
| 10. | Azzedine Lagab     | Argélia                             | + 9s     |

| \| Classificação geral \| Classificação geral \| Classificação geral \| Classificação geral \| Classificação geral \| \| Ciclista \| Ciclista \| Equipe \| Tempo \| \| \| ------------------- \| ------------------- \| ----------------------------------- \| ------------------- \| ------------------- \| \| 1. \| Natnael Tesfatsion \| Eritreia \| 10h20m56s \| \| \| 2. \| Jordan Levasseur \| Natura4Ever-Roubaix Lille Métropole \| + 4s \| \| \| 3. \| Emmanuel Morin \| Cofidis \| + 9s \| \| \| 4. \| Henok Mulubrhan \| Eritreia \| + 10s \| \| \| 5. \| Carlos Oyarzun \| BAI-Sicasal-Petro de Luanda \| + 14s \| \| \| 6. \| Jérémy Cabot \| Total Direct Énergie \| + 15s \| \| \| 7. \| Victor Lafay \| Cofidis \| + 15s \| \| \| 8. \| Youcef Reguigui \| Argélia \| + 18s \| \| \| 9. \| Dawit Yemane \| Eritreia \| + 19s \| \| \| 10. \| Azzedine Lagab \| Argélia \| + 20s \| \| |                    |                                     |           |
| |                    |                                     |           |
| Fonte: ProCyclingStats |                    |                                     |           |
| Classificação geral |                    |                                     |           |
| Ciclista | Ciclista           | Equipe                              | Tempo     |
| 1. | Natnael Tesfatsion | Eritreia                            | 10h20m56s |
| 2. | Jordan Levasseur   | Natura4Ever-Roubaix Lille Métropole | + 4s      |
| 3. | Emmanuel Morin     | Cofidis                             | + 9s      |
| 4. | Henok Mulubrhan    | Eritreia                            | + 10s     |
| 5. | Carlos Oyarzun     | BAI-Sicasal-Petro de Luanda         | + 14s     |
| 6. | Jérémy Cabot       | Total Direct Énergie                | + 15s     |
| 7. | Victor Lafay       | Cofidis                             | + 15s     |
| 8. | Youcef Reguigui    | Argélia                             | + 18s     |
| 9. | Dawit Yemane       | Eritreia                            | + 19s     |
| 10. | Azzedine Lagab     | Argélia                             | + 20s     |

### 4.ª etapa
| \| Classificação por etapas \| Classificação por etapas \| Classificação por etapas \| Classificação por etapas \| Classificação por etapas \| \| Ciclista \| Ciclista \| Equipe \| Tempo \| \| \| ------------------------ \| ------------------------ \| ----------------------------------- \| ------------------------ \| ------------------------ \| \| 1. \| Clovis Kamzong \| Camarões \| 4h34m42s \| \| \| 2. \| Joseph Areruya \| Ruanda \| + 0s \| \| \| 3. \| El Houcaine Sabbahi \| Marrocos \| + 7s \| \| \| 4. \| Abdoul Aziz Nikiéma \| Burquina Fasso \| + 16s \| \| \| 5. \| Biniam Girmay \| Nippo-Delko One Provence \| + 4m13s \| \| \| 6. \| Riccardo Minali \| Nippo-Delko One Provence \| + 4m13s \| \| \| 7. \| Attilio Viviani \| Cofidis \| + 4m13s \| \| \| 8. \| Youcef Reguigui \| Argélia \| + 4m13s \| \| \| 9. \| Henok Mulubrhan \| Eritreia \| + 4m13s \| \| \| 10. \| Jordan Levasseur \| Natura4Ever-Roubaix Lille Métropole \| + 4m13s \| \| |                     |                                     |          |
| |                     |                                     |          |
| Fonte: ProCyclingStats |                     |                                     |          |
| Classificação por etapas |                     |                                     |          |
| Ciclista | Ciclista            | Equipe                              | Tempo    |
| 1. | Clovis Kamzong      | Camarões                            | 4h34m42s |
| 2. | Joseph Areruya      | Ruanda                              | + 0s     |
| 3. | El Houcaine Sabbahi | Marrocos                            | + 7s     |
| 4. | Abdoul Aziz Nikiéma | Burquina Fasso                      | + 16s    |
| 5. | Biniam Girmay       | Nippo-Delko One Provence            | + 4m13s  |
| 6. | Riccardo Minali     | Nippo-Delko One Provence            | + 4m13s  |
| 7. | Attilio Viviani     | Cofidis                             | + 4m13s  |
| 8. | Youcef Reguigui     | Argélia                             | + 4m13s  |
| 9. | Henok Mulubrhan     | Eritreia                            | + 4m13s  |
| 10. | Jordan Levasseur    | Natura4Ever-Roubaix Lille Métropole | + 4m13s  |

| \| Classificação geral \| Classificação geral \| Classificação geral \| Classificação geral \| Classificação geral \| \| Ciclista \| Ciclista \| Equipe \| Tempo \| \| \| ------------------- \| ------------------- \| ----------------------------------- \| ------------------- \| ------------------- \| \| 1. \| Natnael Tesfatsion \| Eritreia \| 14h59m51s \| \| \| 2. \| Jordan Levasseur \| Natura4Ever-Roubaix Lille Métropole \| + 4s \| \| \| 3. \| Emmanuel Morin \| Cofidis \| + 9s \| \| \| 4. \| Henok Mulubrhan \| Eritreia \| + 10s \| \| \| 5. \| Carlos Oyarzun \| BAI-Sicasal-Petro de Luanda \| + 14s \| \| \| 6. \| Jérémy Cabot \| Total Direct Énergie \| + 15s \| \| \| 7. \| Victor Lafay \| Cofidis \| + 15s \| \| \| 8. \| Youcef Reguigui \| Argélia \| + 18s \| \| \| 9. \| Dawit Yemane \| Eritreia \| + 19s \| \| \| 10. \| Azzedine Lagab \| Argélia \| + 20s \| \| |                    |                                     |           |
| |                    |                                     |           |
| Fonte: ProCyclingStats |                    |                                     |           |
| Classificação geral |                    |                                     |           |
| Ciclista | Ciclista           | Equipe                              | Tempo     |
| 1. | Natnael Tesfatsion | Eritreia                            | 14h59m51s |
| 2. | Jordan Levasseur   | Natura4Ever-Roubaix Lille Métropole | + 4s      |
| 3. | Emmanuel Morin     | Cofidis                             | + 9s      |
| 4. | Henok Mulubrhan    | Eritreia                            | + 10s     |
| 5. | Carlos Oyarzun     | BAI-Sicasal-Petro de Luanda         | + 14s     |
| 6. | Jérémy Cabot       | Total Direct Énergie                | + 15s     |
| 7. | Victor Lafay       | Cofidis                             | + 15s     |
| 8. | Youcef Reguigui    | Argélia                             | + 18s     |
| 9. | Dawit Yemane       | Eritreia                            | + 19s     |
| 10. | Azzedine Lagab     | Argélia                             | + 20s     |

### 5.ª etapa
| \| Classificação por etapas \| Classificação por etapas \| Classificação por etapas \| Classificação por etapas \| Classificação por etapas \| \| Ciclista \| Ciclista \| Equipe \| Tempo \| \| \| ------------------------ \| ------------------------ \| --------------------------- \| ------------------------ \| ------------------------ \| \| 1. \| Youcef Reguigui \| Argélia \| 1h45m01s \| \| \| 2. \| Yacine Hamza \| Argélia \| + 0s \| \| \| 3. \| Emmanuel Morin \| Cofidis \| + 0s \| \| \| 4. \| Riccardo Minali \| Nippo-Delko One Provence \| + 0s \| \| \| 5. \| Attilio Viviani \| Cofidis \| + 0s \| \| \| 6. \| Biniam Girmay \| Nippo-Delko One Provence \| + 0s \| \| \| 7. \| Jérémy Cabot \| Total Direct Énergie \| + 0s \| \| \| 8. \| Bruno Araújo \| BAI-Sicasal-Petro de Luanda \| + 0s \| \| \| 9. \| Natnael Tesfatsion \| Eritreia \| + 0s \| \| \| 10. \| Paul Daumont \| Burquina Fasso \| + 0s \| \| |                    |                             |          |
| |                    |                             |          |
| Fonte: ProCyclingStats |                    |                             |          |
| Classificação por etapas |                    |                             |          |
| Ciclista | Ciclista           | Equipe                      | Tempo    |
| 1. | Youcef Reguigui    | Argélia                     | 1h45m01s |
| 2. | Yacine Hamza       | Argélia                     | + 0s     |
| 3. | Emmanuel Morin     | Cofidis                     | + 0s     |
| 4. | Riccardo Minali    | Nippo-Delko One Provence    | + 0s     |
| 5. | Attilio Viviani    | Cofidis                     | + 0s     |
| 6. | Biniam Girmay      | Nippo-Delko One Provence    | + 0s     |
| 7. | Jérémy Cabot       | Total Direct Énergie        | + 0s     |
| 8. | Bruno Araújo       | BAI-Sicasal-Petro de Luanda | + 0s     |
| 9. | Natnael Tesfatsion | Eritreia                    | + 0s     |
| 10. | Paul Daumont       | Burquina Fasso              | + 0s     |

| \| Classificação geral \| Classificação geral \| Classificação geral \| Classificação geral \| Classificação geral \| \| Ciclista \| Ciclista \| Equipe \| Tempo \| \| \| ------------------- \| ------------------- \| ----------------------------------- \| ------------------- \| ------------------- \| \| 1. \| Natnael Tesfatsion \| Eritreia \| 16h44m50s \| \| \| 2. \| Jordan Levasseur \| Natura4Ever-Roubaix Lille Métropole \| + 2s \| \| \| 3. \| Emmanuel Morin \| Cofidis \| + 6s \| \| \| 4. \| Youcef Reguigui \| Argélia \| + 10s \| \| \| 5. \| Henok Mulubrhan \| Eritreia \| + 12s \| \| \| 6. \| Jérémy Cabot \| Total Direct Énergie \| + 14s \| \| \| 7. \| Carlos Oyarzun \| BAI-Sicasal-Petro de Luanda \| + 14s \| \| \| 8. \| Victor Lafay \| Cofidis \| + 17s \| \| \| 9. \| Dawit Yemane \| Eritreia \| + 21s \| \| \| 10. \| Azzedine Lagab \| Argélia \| + 22s \| \| |                    |                                     |           |
| |                    |                                     |           |
| Fonte: ProCyclingStats |                    |                                     |           |
| Classificação geral |                    |                                     |           |
| Ciclista | Ciclista           | Equipe                              | Tempo     |
| 1. | Natnael Tesfatsion | Eritreia                            | 16h44m50s |
| 2. | Jordan Levasseur   | Natura4Ever-Roubaix Lille Métropole | + 2s      |
| 3. | Emmanuel Morin     | Cofidis                             | + 6s      |
| 4. | Youcef Reguigui    | Argélia                             | + 10s     |
| 5. | Henok Mulubrhan    | Eritreia                            | + 12s     |
| 6. | Jérémy Cabot       | Total Direct Énergie                | + 14s     |
| 7. | Carlos Oyarzun     | BAI-Sicasal-Petro de Luanda         | + 14s     |
| 8. | Victor Lafay       | Cofidis                             | + 17s     |
| 9. | Dawit Yemane       | Eritreia                            | + 21s     |
| 10. | Azzedine Lagab     | Argélia                             | + 22s     |

### 6.ª etapa
| \| Classificação por etapas \| Classificação por etapas \| Classificação por etapas \| Classificação por etapas \| Classificação por etapas \| \| Ciclista \| Ciclista \| Equipe \| Tempo \| \| \| ------------------------ \| ------------------------ \| ----------------------------------- \| ------------------------ \| ------------------------ \| \| 1. \| Biniam Girmay \| Nippo-Delko One Provence \| 2h47m39s \| \| \| 2. \| Yacine Hamza \| Argélia \| + 0s \| \| \| 3. \| Attilio Viviani \| Cofidis \| + 0s \| \| \| 4. \| Lorrenzo Manzin \| Total Direct Énergie \| + 0s \| \| \| 5. \| Emmanuel Morin \| Cofidis \| + 0s \| \| \| 6. \| Youcef Reguigui \| Argélia \| + 0s \| \| \| 7. \| Natnael Tesfatsion \| Eritreia \| + 0s \| \| \| 8. \| Jordan Levasseur \| Natura4Ever-Roubaix Lille Métropole \| + 0s \| \| \| 9. \| Gustav Basson \| ProTouch \| + 0s \| \| \| 10. \| Jérémy Cabot \| Total Direct Énergie \| + 0s \| \| |                    |                                     |          |
| |                    |                                     |          |
| Fonte: ProCyclingStats |                    |                                     |          |
| Classificação por etapas |                    |                                     |          |
| Ciclista | Ciclista           | Equipe                              | Tempo    |
| 1. | Biniam Girmay      | Nippo-Delko One Provence            | 2h47m39s |
| 2. | Yacine Hamza       | Argélia                             | + 0s     |
| 3. | Attilio Viviani    | Cofidis                             | + 0s     |
| 4. | Lorrenzo Manzin    | Total Direct Énergie                | + 0s     |
| 5. | Emmanuel Morin     | Cofidis                             | + 0s     |
| 6. | Youcef Reguigui    | Argélia                             | + 0s     |
| 7. | Natnael Tesfatsion | Eritreia                            | + 0s     |
| 8. | Jordan Levasseur   | Natura4Ever-Roubaix Lille Métropole | + 0s     |
| 9. | Gustav Basson      | ProTouch                            | + 0s     |
| 10. | Jérémy Cabot       | Total Direct Énergie                | + 0s     |

| \| Classificação geral \| Classificação geral \| Classificação geral \| Classificação geral \| Classificação geral \| \| Ciclista \| Ciclista \| Equipe \| Tempo \| \| \| ------------------- \| ------------------- \| ----------------------------------- \| ------------------- \| ------------------- \| \| 1. \| Natnael Tesfatsion \| Eritreia \| 19h32m29s \| \| \| 2. \| Jordan Levasseur \| Natura4Ever-Roubaix Lille Métropole \| + 1s \| \| \| 3. \| Emmanuel Morin \| Cofidis \| + 4s \| \| \| 4. \| Henok Mulubrhan \| Eritreia \| + 9s \| \| \| 5. \| Youcef Reguigui \| Argélia \| + 10s \| \| \| 6. \| Jérémy Cabot \| Total Direct Énergie \| + 14s \| \| \| 7. \| Carlos Oyarzun \| BAI-Sicasal-Petro de Luanda \| + 14s \| \| \| 8. \| Victor Lafay \| Cofidis \| + 17s \| \| \| 9. \| Damien Gaudin \| Total Direct Énergie \| + 20s \| \| \| 10. \| Dawit Yemane \| Eritreia \| + 21s \| \| |                    |                                     |           |
| |                    |                                     |           |
| Fonte: ProCyclingStats |                    |                                     |           |
| Classificação geral |                    |                                     |           |
| Ciclista | Ciclista           | Equipe                              | Tempo     |
| 1. | Natnael Tesfatsion | Eritreia                            | 19h32m29s |
| 2. | Jordan Levasseur   | Natura4Ever-Roubaix Lille Métropole | + 1s      |
| 3. | Emmanuel Morin     | Cofidis                             | + 4s      |
| 4. | Henok Mulubrhan    | Eritreia                            | + 9s      |
| 5. | Youcef Reguigui    | Argélia                             | + 10s     |
| 6. | Jérémy Cabot       | Total Direct Énergie                | + 14s     |
| 7. | Carlos Oyarzun     | BAI-Sicasal-Petro de Luanda         | + 14s     |
| 8. | Victor Lafay       | Cofidis                             | + 17s     |
| 9. | Damien Gaudin      | Total Direct Énergie                | + 20s     |
| 10. | Dawit Yemane       | Eritreia                            | + 21s     |

### 7.ª etapa
| \| Classificação por etapas \| Classificação por etapas \| Classificação por etapas \| Classificação por etapas \| Classificação por etapas \| \| Ciclista \| Ciclista \| Equipe \| Tempo \| \| \| ------------------------ \| ------------------------ \| ----------------------------------- \| ------------------------ \| ------------------------ \| \| 1. \| Lorrenzo Manzin \| Total Direct Énergie \| 2h49m56s \| \| \| 2. \| Youcef Reguigui \| Argélia \| + 0s \| \| \| 3. \| Riccardo Minali \| Nippo-Delko One Provence \| + 0s \| \| \| 4. \| Emmanuel Morin \| Cofidis \| + 0s \| \| \| 5. \| Jayde Julius \| ProTouch \| + 0s \| \| \| 6. \| Biniam Girmay \| Nippo-Delko One Provence \| + 0s \| \| \| 7. \| Natnael Tesfatsion \| Eritreia \| + 0s \| \| \| 8. \| Henok Mulubrhan \| Eritreia \| + 0s \| \| \| 9. \| Gustav Basson \| ProTouch \| + 0s \| \| \| 10. \| Jordan Levasseur \| Natura4Ever-Roubaix Lille Métropole \| + 0s \| \| |                    |                                     |          |
| |                    |                                     |          |
| Fonte: ProCyclingStats |                    |                                     |          |
| Classificação por etapas |                    |                                     |          |
| Ciclista | Ciclista           | Equipe                              | Tempo    |
| 1. | Lorrenzo Manzin    | Total Direct Énergie                | 2h49m56s |
| 2. | Youcef Reguigui    | Argélia                             | + 0s     |
| 3. | Riccardo Minali    | Nippo-Delko One Provence            | + 0s     |
| 4. | Emmanuel Morin     | Cofidis                             | + 0s     |
| 5. | Jayde Julius       | ProTouch                            | + 0s     |
| 6. | Biniam Girmay      | Nippo-Delko One Provence            | + 0s     |
| 7. | Natnael Tesfatsion | Eritreia                            | + 0s     |
| 8. | Henok Mulubrhan    | Eritreia                            | + 0s     |
| 9. | Gustav Basson      | ProTouch                            | + 0s     |
| 10. | Jordan Levasseur   | Natura4Ever-Roubaix Lille Métropole | + 0s     |

## Classificações finais
- As classificações finalizaram da seguinte forma:[4]

### Classificação geral
| \| Classificação geral \| Classificação geral \| Classificação geral \| Classificação geral \| Classificação geral \| \| Ciclista \| Ciclista \| Equipe \| Tempo \| \| \| ------------------- \| -------------------- \| ----------------------------------- \| ------------------- \| ------------------- \| \| 1. \| Jordan Levasseur \| Natura4Ever-Roubaix Lille Métropole \| 22h22m23s \| \| \| 2. \| Natnael Tesfatsion \| Eritreia \| + 1s \| \| \| 3. \| Emmanuel Morin \| Cofidis \| + 4s \| \| \| 4. \| Youcef Reguigui \| Argélia \| + 6s \| \| \| 5. \| Henok Mulubrhan \| Eritreia \| + 11s \| \| \| 6. \| Jérémy Cabot \| Total Direct Énergie \| + 16s \| \| \| 7. \| Carlos Oyarzun \| BAI-Sicasal-Petro de Luanda \| + 16s \| \| \| 8. \| Damien Gaudin \| Total Direct Énergie \| + 20s \| \| \| 9. \| Azzedine Lagab \| Argélia \| + 24s \| \| \| 10. \| Ramūnas Navardauskas \| Nippo-Delko One Provence \| + 27s \| \| |                      |                                     |           |
| |                      |                                     |           |
| Fonte: ProCyclingStats |                      |                                     |           |
| Classificação geral |                      |                                     |           |
| Ciclista | Ciclista             | Equipe                              | Tempo     |
| 1. | Jordan Levasseur     | Natura4Ever-Roubaix Lille Métropole | 22h22m23s |
| 2. | Natnael Tesfatsion   | Eritreia                            | + 1s      |
| 3. | Emmanuel Morin       | Cofidis                             | + 4s      |
| 4. | Youcef Reguigui      | Argélia                             | + 6s      |
| 5. | Henok Mulubrhan      | Eritreia                            | + 11s     |
| 6. | Jérémy Cabot         | Total Direct Énergie                | + 16s     |
| 7. | Carlos Oyarzun       | BAI-Sicasal-Petro de Luanda         | + 16s     |
| 8. | Damien Gaudin        | Total Direct Énergie                | + 20s     |
| 9. | Azzedine Lagab       | Argélia                             | + 24s     |
| 10. | Ramūnas Navardauskas | Nippo-Delko One Provence            | + 27s     |

### Classificação da montanha
| Classificação da montanha | Classificação da montanha | Classificação da montanha | Classificação da montanha | Classificação da montanha |
| Ciclista                  | Ciclista                  | Equipe                    | Pontos                    |                           |
| ------------------------- | ------------------------- | ------------------------- | ------------------------- | ------------------------- |
| 1.                        | Dawit Yemane              | Eritreia                  | 17 pts                    |                           |
| 2.                        | Paul Daumont              | Burquina Fasso            | 11 pts                    |                           |
| 3.                        | Oussama Khafi             | Marrocos                  | 8 pts                     |                           |
| 4.                        | Abdoul Aziz Nikiéma       | Burquina Fasso            | 8 pts                     |                           |
| 5.                        | Ramūnas Navardauskas      | Nippo-Delko One Provence  | 6 pts                     |                           |
| 6.                        | Mekseb Debesay            | Eritreia                  | 6 pts                     |                           |
| 7.                        | Victor Lafay              | Cofidis                   | 5 pts                     |                           |
| 8.                        | Mohcine El Kouraji        | Marrocos                  | 5 pts                     |                           |
| 9.                        | Pierre-Luc Périchon       | Cofidis                   | 5 pts                     |                           |
| 10.                       | Clovis Kamzong            | Camarões                  | 5 pts                     |                           |

### Classificação dos pontos
| Classificação por pontos | Classificação por pontos | Classificação por pontos            | Classificação por pontos | Classificação por pontos |
| Ciclista                 | Ciclista                 | Equipe                              | Pontos                   |                          |
| ------------------------ | ------------------------ | ----------------------------------- | ------------------------ | ------------------------ |
| 1.                       | Biniam Girmay            | Nippo-Delko One Provence            | 144 pts                  |                          |
| 2.                       | Youcef Reguigui          | Argélia                             | 140 pts                  |                          |
| 3.                       | Emmanuel Morin           | Cofidis                             | 134 pts                  |                          |
| 4.                       | Attilio Viviani          | Cofidis                             | 116 pts                  |                          |
| 5.                       | Natnael Tesfatsion       | Eritreia                            | 115 pts                  |                          |
| 6.                       | Jordan Levasseur         | Natura4Ever-Roubaix Lille Métropole | 110 pts                  |                          |
| 7.                       | Jérémy Cabot             | Total Direct Énergie                | 98 pts                   |                          |
| 8.                       | Henok Mulubrhan          | Eritreia                            | 97 pts                   |                          |
| 9.                       | Lorrenzo Manzin          | Total Direct Énergie                | 80 pts                   |                          |
| 10.                      | Riccardo Minali          | Nippo-Delko One Provence            | 78 pts                   |                          |

### Classificação dos jovens
| Classificação dos jovens | Classificação dos jovens | Classificação dos jovens | Classificação dos jovens | Classificação dos jovens |
| Ciclista                 | Ciclista                 | Equipe                   | Tempo                    |                          |
| ------------------------ | ------------------------ | ------------------------ | ------------------------ | ------------------------ |
| 1.                       | Natnael Tesfatsion       | Eritreia                 | 22h22m24s                |                          |
| 2.                       | Henok Mulubrhan          | Eritreia                 | + 10s                    |                          |
| 3.                       | Dawit Yemane             | Eritreia                 | + 52s                    |                          |
| 4.                       | Rnus Byiza Uhiriwe       | Ruanda                   | + 1m39s                  |                          |
| 5.                       | Victor Lafay             | Cofidis                  | + 2m44s                  |                          |
| 6.                       | Mohcine El Kouraji       | Marrocos                 | + 2m47s                  |                          |
| 7.                       | Yacine Hamza             | Argélia                  | + 3m40s                  |                          |
| 8.                       | Oussama Khafi            | Marrocos                 | + 4m53s                  |                          |
| 9.                       | Eddy Finé                | Cofidis                  | + 5m03s                  |                          |
| 10.                      | Lukáš Kubiš              | Dukla Banská Bystrica    | + 13m40s                 |                          |

### Classificação por equipas
| Classificação por equipes | Classificação por equipes           | Classificação por equipes | Classificação por equipes |
| Equipe                    | Equipe                              | Tempo                     |                           |
| ------------------------- | ----------------------------------- | ------------------------- | ------------------------- |
| 1.                        | Ruanda                              | 67h06m26s                 |                           |
| 2.                        | Eritreia                            | + 2m25s                   |                           |
| 3.                        | Cofidis                             | + 4m37s                   |                           |
| 4.                        | Argélia                             | + 5m28s                   |                           |
| 5.                        | ProTouch                            | + 6m38s                   |                           |
| 6.                        | Natura4Ever-Roubaix Lille Métropole | + 9m25s                   |                           |
| 7.                        | Nippo Delko One Provence            | + 18m15s                  |                           |
| 8.                        | Total Direct Énergie                | + 18m23s                  |                           |
| 9.                        | Marrocos                            | + 22m41s                  |                           |
| 10.                       | BAI-Sicasal-Petro de Luanda         | + 23m05s                  |                           |

## Evolução das classificações
| Etapa                 | Vencedor              | Classificação geral | Classificação da montanha | Classificação dos pontos | Classificação dos jovens | Classificação por equipas |
| --------------------- | --------------------- | ------------------- | ------------------------- | ------------------------ | ------------------------ | ------------------------- |
| 1.ª                   | Attilio Viviani       | Attilio Viviani     | Dawit Yemane              | Attilio Viviani          | Attilio Viviani          | Total Direct Énergie      |
| 2.ª                   | Natnael Tesfatsion    | Natnael Tesfatsion  | Dawit Yemane              | Henok Mulubrhan          | Natnael Tesfatsion       | Eritreia                  |
| 3.ª                   | Biniyam Ghirmay       | Natnael Tesfatsion  | Dawit Yemane              | Henok Mulubrhan          | Natnael Tesfatsion       | Eritreia                  |
| 4.ª                   | Clovis Kamzong        | Natnael Tesfatsion  | Dawit Yemane              | Henok Mulubrhan          | Natnael Tesfatsion       | Ruanda                    |
| 5.ª                   | Youcef Reguigui       | Natnael Tesfatsion  | Dawit Yemane              | Biniyam Ghirmay          | Natnael Tesfatsion       | Ruanda                    |
| 6.ª                   | Biniyam Ghirmay       | Natnael Tesfatsion  | Dawit Yemane              | Biniyam Ghirmay          | Natnael Tesfatsion       | Ruanda                    |
| 7.ª                   | Lorrenzo Manzin       | Jordan Levasseur    | Dawit Yemane              | Biniyam Ghirmay          | Natnael Tesfatsion       | Ruanda                    |
| Classificações finais | Classificações finais | Jordan Levasseur    | Dawit Yemane              | Biniyam Ghirmay          | Natnael Tesfatsion       | Ruanda                    |

## UCI World Ranking
A Tropicale Amissa Bongo outorgou pontos para o UCI World Ranking para corredores das equipas nas categorias UCI WorldTeam, UCI ProTeam e Continental. As seguintes tabelas são o barómetro de pontuação e os 10 corredores que obtiveram mais pontos:
| Posição             | 1.º | 2.º | 3.º | 4.º | 5.º | 6.º | 7.º | 8.º | 9.º | 10.º | 11.º | 12.º | 13.º-15.º | 16.º-25.º |
| Classificação geral | 125 | 85  | 70  | 60  | 50  | 40  | 35  | 30  | 25  | 20   | 15   | 10   | 5         | 3         |
| Por etapa           | 20  | 10  | 5   |     |     |     |     |     |     |      |      |      |           |           |
| Líder               | 5   |     |     |     |     |     |     |     |     |      |      |      |           |           |

| Classificação |                    |                                     |       |       |       |       |
| Posição       | Ciclista           | Equipa                              | Geral | Etapa | Líder | Total |
| ------------- | ------------------ | ----------------------------------- | ----- | ----- | ----- | ----- |
| 1.º           | Jordan Levasseur   | Natura4Ever-Roubaix Lille Métropole | 125   | 5     | -     | 130   |
| 2.º           | Natnael Tesfatsion | Selecção da Eritreia                | 85    | 14    | 15    | 114   |
| 3.º           | Youcef Reguigui    | Selecção da Argélia                 | 60    | 24    | -     | 84    |
| 4.º           | Emmanuel Morin     | Cofidis, Solutions Crédits          | 70    | 6     | -     | 76    |
| 5.º           | Henok Mulubrhan    | Selecção da Eritreia                | 50    | 3     | -     | 53    |
| 6.º           | Jérémy Cabot       | Total Direct Énergie                | 40    | -     | -     | 40    |
| 7.º           | Carlos Oyarzún     | BAI Sicasal Petro de Luanda         | 35    | -     | -     | 35    |
| 8.º           | Biniyam Ghirmay    | NIPPO DELKO One Provence            | -     | 31    | -     | 31    |
| 9.º           | Damien Gaudin      | Total Direct Énergie                | 30    | -     | -     | 30    |
| 10.º          | Azzedine Lagab     | Selecção da Argélia                 | 25    | -     | -     | 25    |